# 大阪市役所
大阪市役所（おおさかしやくしょ）は、地方公共団体である大阪市の執行機関またはそれが入居する施設（大阪市庁舎）である。職員数は35,400人（2023年4月1日現在）。

## 概要
現在の大阪市役所本庁舎（大阪市庁舎）は4代目市庁舎で、先代の3代目市庁舎から大阪市北区中之島の現在地に位置している。御堂筋の東側に位置し、御堂筋の西側に位置する日本銀行大阪支店（旧館）に対面する。市役所の東側には大阪府立中之島図書館、大阪市中央公会堂、大阪市立東洋陶磁美術館がある。
大阪シティバスと大阪市高速電気軌道（Osaka Metro）が淀屋橋停留所と淀屋橋駅をそれぞれ「市役所前」と案内することから、淀屋橋は市役所の代名詞のように用いられることもある。淀屋橋停留所は淀屋橋（市役所前）・淀屋橋（東）・淀屋橋（西）の3ヶ所に分かれているが、このうち淀屋橋（市役所前）は文字通り市役所前に設置されている。淀屋橋駅は橋梁の淀屋橋南詰（船場側）に位置しており、橋梁の大江橋南詰（中之島側）に位置する大江橋駅のほうが市役所に近い。かつての大阪市電の停留場も同じ位置関係にあり、淀屋橋停留場より大江橋停留場のほうが市役所に近かった。
- 住所：大阪府大阪市北区中之島1丁目3番20号
- 開庁時間：月曜日から金曜日の9時から17時30分（土曜日・日曜日・祝日・年末年始を除く）

## 旧庁舎
三市特例が廃止された翌年の1899年、現在の大阪市西区江之子島2丁目にあった大阪府庁舎（2代目府庁舎）の北側の江之子島1丁目に初代市庁舎が設置され（跡地は関西マツダ阿波座店など）、1912年に現在の大阪市北区堂島3丁目に2代目市庁舎が設置された（跡地はNTTテレパーク堂島第一ビルなど）。

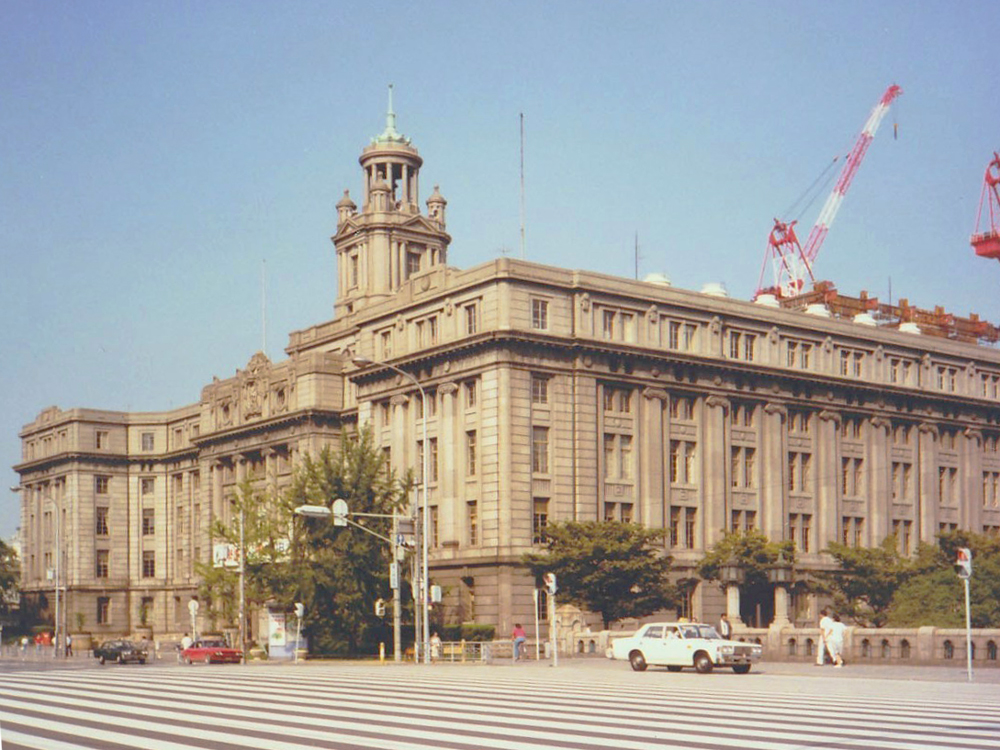
3代目市庁舎

初代市庁舎も2代目市庁舎も木造の仮庁舎だった。初代市庁舎時代の1911年に大阪市会は新庁舎を中之島に建設することを決議しており、1921年に中之島の現在地に竣工した3代目市庁舎は、塔屋までの高さ約56mと、当時は市内最高の高さだった。鉄筋5階建てで、中央にホールがあり、四方に玄関、正面玄関には4本の円柱が立ち、ルネッサンス風の塔は市の象徴となった。
中之島の敷地は当初は現在の敷地西側の約半分で、東側の約半分は豊國神社の境内地だった。その後、手狭になった市庁舎増設のため1961年に豊國神社が大坂城二の丸南曲輪へ遷座され、豊國神社跡地に市役所別館が建てられた。
3代目市庁舎（本館）は保存運動の甲斐なく解体されることとなり、1982年に別館跡地に4代目市庁舎第1期部分、1986年に本館跡地に4代目市庁舎第2期部分が竣工した。4代目市庁舎は半分に分けての建て替えだったため、現在でも屋根にその名残が残っている。また、市役所1階には「大阪市廳」と書かれた札が展示されている。

## 市政組織
公式サイト「大阪市の全組織」（令和4年7月1日現在）による。

| - 市政改革室 - 危機管理監 - 危機管理室 - 副首都推進局 - IR推進局 - デジタル統括室 - 万博推進局 - 総務企画部 - 事業推進部 - 整備調整部 - 政策企画室 - 秘書部 - 企画部 - 市民情報部 - 東京事務所 - 区役所（24箇所） - 総務局 - 行政部 - 人事部 - 監察部 - 市民局 - 総務部 - ダイバーシティ推進室 - 消費者センター - 財政局 - 財務部 - 税務部 - 市税事務所 - 契約管財局 - 契約部 - 入札監察室 - 管財部 - 用地部 - 計画調整局 - 企画振興部 - 計画部 - 開発調整部 - 建設指導部 - 大阪都市計画局 - 計画推進室 - 拠点開発室 - 都市交通局 | - 経済戦略局 - 企画総務部 - 観光部 - 文化部 - スポーツ部 - 立地交流推進部 - 産業振興部 - 中央卸売市場 - 健康局 - 総務部 - 健康推進部 - 保健所 - 環境科学研究所 - 福祉局 - 総務部 - 生活福祉部 - 障がい者施策部 - 高齢者施策部 - 弘済院 - 心身障がい者リハビリテーションセンター - こども青少年局 - 企画部 - 子育て支援部 - 保育施策部 - こども相談センター - 環境局 - 総務部 - 環境施策部 - 環境管理部 - 事業部 - 都市整備局 - 総務部 - 企画部 - 住宅部 - 市街地整備部 | - 建設局 - 総務部 - 企画部 - 道路河川部 - 公園緑化部 - 下水道部 - 臨海地域事業推進本部 - 大阪港湾局 - 総務部 - 営業推進室 - 計画整備部 - 泉州港湾・海岸部 - 会計室 - 消防局 - 総務部 - 予防部 - 警防部 - 救急部 - 消防学校 - 水道局 - 総務部 - 工務部 - 教育委員会事務局 - 総務部 - 教務部 - 生涯学習部 - 指導部 - 学校運営支援センター - 中央図書館 - 教育センター - 各市立学校園 - 行政委員会事務局 - 総務部 - 選挙部（選挙管理委員会） - 監査部（監査委員） - 任用調査部（人事委員会） |

かつては交通局などの局も設置されていたが、このうち交通局については、2018年4月1日に事業を新設会社の大阪市高速電気軌道（市営地下鉄・新交通システム事業）と、既存会社の大阪シティバス（市営バス事業）に譲渡して廃止された。

## 特徴
大阪市内の都市計画を主に進めていたのも大阪市役所である。これは政令指定都市制度を根拠としたものである。ただ、府から市への権限移譲・税源移譲が中途半端であったため、のちに二重行政の弊害を生んだ。市営交通（大阪市交通局）については市営モンロー主義も参照。
組織の中枢となる幹部職員を京都大学、大阪大学や大阪市立大学の出身者を中心に固め、中央省庁との人事交流が少ない。そのため、「中之島モンロー主義」と揶揄されることもある
特に、土木技術職の副市長・局長級といった幹部ポストは京都大学工学部卒業生で多くを占められている。

### 1980年代
1980 - 1989年、大阪市の職員による、カラ残業という不正が発覚。大阪市役所は、約280億円カラ残業代を支出。市民団体が提訴。1998年に控訴審に入り、市の現職幹部が追還することで和解。大阪市は二度と違法支出しないと誓約をした。

### 1990年代
1999年12月、市民グループが大阪市役所の総務局長（当時）に対して、起こした退職金返還訴訟判決が、大阪高裁において、下された。裁判官は「（1989年）当時の大阪市役所は、公金（税金）の規律が乱れに乱れていたことが窺える。こうした職場環境の中に入ると、通常の道義心を持っている人でも、その色に染まり、金銭感覚が麻痺して公金（税金）を私的に使用することに抵抗を覚えず、ごく当たり前のこととして受け入れる様になる」と指摘した。

### 2000年代
2004年4-10月に行われた約4950件の残業が不適切だったことが明らかとなり、 大阪地検特捜部が、詐欺や虚偽公文書作成などの容疑などで、本格捜査に乗り出す方針を固めたという。
2005年2月、大阪市職員に対して、「公費約300億円から、条例にないヤミの退職金や年金が支給されていた」「約100億円に上る、職員の生命共済の掛け金を全額税金で支払っていた」ことが発覚した後、大阪市民から「税金泥棒! 大阪市民に謝罪せえ」「市役所は大阪市から出ていかんかい」といった抗議の電話がかかり続けていた。しかし、大阪市職員は「どんどん福利厚生や手当がなくなって小遣いが減る。これからホンマに『スーツの支給』が必要になるんちゃうかな」と懲りていなかったという。
2005年3月30日、「勤務実態がないのに残業手当を受け取った」市職員6331人に対し、処分を下したが、大半は文書訓告や口頭注意に留まり、「大阪市役所の身内に甘い」と指摘される体質が浮き彫りになった報じられた。
2008年2月12日、大阪市職員が、カラ残業への協力を拒んだ同僚に暴行を加え、傷害容疑で逮捕された事件が発生し、カラ残業の全庁調査が行われた。
2008年6月、裏金として4億7900万円が認定された。しかし、大阪市役所は、「職員の個人名義の口座で資金を管理するなど手続きの不適正さは認めながら、裏金ではない」と報告書において、結論付けたという。	

### 2010年以降
2012年1月、市職員が、2011年大阪市長選挙において、平松邦夫を応援する打ち合わせメールを、業務用メールで送っていたが判明。また、市議らが、職員採用で口利きをしていた疑いが新たに判明した。市議や組合役員の名前を消した跡が、採用時の履歴書から多数見つかったという。

## 大阪市役所の学閥について
第18代大阪市長の平松邦夫は、大阪市役所に京土会の学閥があったと語っている。
平松は「役所の計画調整局に関係する事業でも、建設局や港湾局に関係する事業でも、何でこんなものを造ったのかと思うものは、ほとんど京土会が造ってきたからだ。山ほど不要なものを造り、負の遺産として残っている。お金がいっぱいあったときは、埋めたら土地が売れた。こうした流れの中で、市役所内で実力者になってしまった方が何人かいた。土木系の副市長は歴代必ずいたが、私は建築系の人に変えた。流れを一度止めるためだ。」と述べている。
しかし、2023年現在でもなお土木技術職の副市長、建設局長、大阪都市計画局長といった最高幹部クラスのポストは京土会出身者で占められている。